# Leptostylus plautus
Leptostylus plautus es una especie de escarabajo longicornio del género Leptostylus, categorizada en la tribu Acanthocinini, de la subfamilia Lamiinae. Fue descrita por Monné & Hoffmann en 1981.

## Descripción
Mide 8,8-9,7 mm de longitud.

## Distribución
Se distribuye por Ecuador, Guayana Francesa y Venezuela.